# Tragia urens
Tragia urens är en törelväxtart som beskrevs av Carl von Linné. Tragia urens ingår i släktet Tragia och familjen törelväxter. Inga underarter finns listade i Catalogue of Life.